# Fogatge
El fogatge era un impost directe medieval creat en l'època de Pere III. A vegades s'anomena genèricament fogatge també al fogatjament o document emprat per a distribuir-lo geogràficament. El fogatge es basava en els focs: un foc era una casa, una família i, per tant, una part del territori i una unitat contributiva.
Fou pactat a les Corts de Barcelona de 1368 després de l'abolició de la gabella de la sal, per tal que aquest nou impost no sols es cobrés en les terres reials, ans també en els dominis dels senyors laics i eclesiàstics. L'organització del cobrament dels fogatges i de la confecció dels fogatjaments (el document amb la relació del desglossament territorial) restà en mans de les Corts i aviat de la Diputació del General. A les Corts de 1368 es va regular la convocatòria militar en cas de princeps namque amb l'aportació d'un servent (combatent) per cada quinze focs, passant la responsabilitat de la mobilització als regidors dels comuns.
Pel que fa a la forma de cobrament, de vegades s'establia una quantitat per foc (o família) i de vegades s'establia una quantitat global que calia dividir pel nombre total de focs comptats. Així mateix, mentre de vegades foren comptats els masos rònecs (encara el 1358), els focs de musulmans i els de jueus, normalment no fou pas així.
De vegades, a les Corts també es va poder pactar l'establiment d'un nombre convencional de focs que hi havia en algunes grans senyories (cases taxades); és el cas del marquesat de Tortosa, els comtats d'Urgell, de Pallars, d'Empúries o els vescomtats de Castellbò o de Rocabertí.

## Fogatge a la Corona Catalanoaragonesa
El fogatge a la Corona Catalanoaragonesa tenia la finalitat de facilitar una ràpida recaptació d'impostos per a un fi determinat, normalment una guerra. En català s'anomenà fogatge i en aragonès s'anomenà fogache (les dues llengües oficials a la Corona).
Segons les Corts de Tarassona de 1495 el fogatge afecta:
| « | Català: Totes aquelles persones que habiten en una casa i esdevenen superiors o cap de família Aragonès: "todas aquellas personas que habitan una casa y toman la despensa de un superior o pater familias" | » |

S'hi ha conservat documentació de diversos fogatges. El més conegut és el Fogatge de 1495, que s'ha conservat a l'Arxiu de la Diputació Provincial de Saragossa, que conté l'antic Arxiu del Regne, amb els llistats complets dels "caps de família".

## Fogatge d'Occitània
A França i Occitània el fogatge (fouage, en francès) era al període feudal un conjunt de determinades recollides de diners imposades per part dels senyors a cada comunitat de llars. Són impostos, ordinaris o extraordinaris, de diversos tipus i proporcions. La seva coincidència és que és una aportació directa i personal al foc. Aquest impost és diferent de l'impost de les llars, s'aplica a cada habitatge i, per tant, es basa en l'existència real de les llars, mentre que per al fouage el foc és només una abstracció.
L'impost de fogatge apareix com un impost de quota (taxa per foc multiplicada pel nombre teòric de focs). Però, de fet, també és un impost de distribució: el producte esperat és responsabilitat de la comunitat (parròquia), per distribuir-lo entre els contribuents; per a cadascun es té en compte el seu professorat contributiu, el que condueix a fer que algunes persones, millor, i els altres menys a pagar més. L'expressió utilitzada és "el suport fort feble". La tarifa esmentada és, doncs, una mitjana.
Els fogatges són plantejats pel rei, en virtut del seu poder sobirà, o votats pels estats provincials o pels Estats Generals.
Exemple de fogatge va decidir a favor del Príncep Negre, veure les característiques: aquí l'impost temporal per finançar la guerra, la decisió dels Estats Generals d'Aquitània, la quantitat i la durada, i les següents disputes: "L'expedició espanyola va obrir grans violacions en el tresor del Príncep Negre, el 1368 es va reunir a Angulema als estats d'Aquitània i es va votar un impost addicional, un fogatge, que havia de portar 10 per foc durant cinc anys. Si els estats de Catalunya s'havien abstingut d'aparèixer a Angulema per donar testimoni de la seva hostilitat, l'aplicació del nou impost va portar dificultats sense nombre i aviat un aixecament general".
El fogatge tendeix a generalitzar-se al segle xiv, quan les finances reals confien a les ciutats i parròquies com a "ajudants" per fer front a les despeses creixents en paga dels guerrers, retribució dels oficials estatals en nombre creixent. En 1295, quan Felip el Bell va arreglar a sis sols per foc la contribució esperada de Llenguadoc. Va demanar en 1328 ajuda per finançar la guerra de Flandes i va arreglar una quantitat per foc després de Sens. La Guerra dels Cent Anys fa patir com, per exemple, el 1337 al Llenguadoc, on les llars havien de pagar cinc sous tournois per foc i per mes durant quatre mesos.
A França, els fogatges van ser abolits en 1380 a la mort de Carles V, però van ser immediatament restaurats pel seu successor, Carles VI.
El 1274 els jueus van haver de pagar una tala a Carcassona.

## Donatius
Calia establir per cada "donatiu" la taxa per foc i adjudicar la quantitat que havia de pagar cada comunitat segons el nombre de focs. Tanmateix, no es feia una distribució exacta entre totes les comunitats o vegueries de Catalunya sinó que hi havia diversos nivells de compartiment que podien canviar d'un a l'altre. La documentació que encara es conserva permet conèixer el nombre de focs de cada localitat i el resultat final dels compartiments —les taxes per foc— però és molt poc explícita a l'hora de descriure com es feia un compartiment.
Es troba explicat en la documentació conservada de la següent manera:
| « | En primer lloc, el donatiu es dividia en dues meitats iguals, una per al braç reial i una altra per als braços eclesiàstic i militar. Aquesta ultima meitat es dividia pel conjunt de focs per donar la taxa per foc. En l'exemple esmentat, les 30.000 dels braços eclesiàstic i militar es dividien per 66.770 focs, d'on sortia la taxa de 9s. per foc. A partir d'aqui s'establia el que havia de pagar, segons el nombre de focs, cada ciutat, vila, lloc, terme de castell, parròquia i casa taxada. En aquest últim cas, la quantitat adjudicada era compartida posteriorment entre les comunitats que formaven part de la casa taxada repetint el mateix procés. Al braç reial, el compartiment funcionava de forma diferent perquè, per ordre expressa de la Cort de Cervera, els focs ciutadans havien de contribuir amb la mateixa taxa que els focs dels braços eclesiàstic i militar. Per tant, coneguda aquesta taxa per foc, calia descomptar la part del donatiu corresponent als focs ciutadans —a partir de 5.555 focs segons l'exemple esmentat. La quantitat restant es dividia pel nombre global dels focs de les ciutats, viles i llocs reials i dels focs aloers, i el resultat de la divisió era la taxa per foc del braç reial. Aquesta era la manera de compartir els donatius quan només contribuïa el Principat, però, en la majoria de les vegades, també hi participava el regne de Mallorca. En aquests casos l'illa de Mallorca contribuïa amb el braç reial i les illes de Menorca i Eivissa amb els braços eclesiàstic i militar. Segons el document abans mencionat, Mallorca acostumava a contribuir amb una quarta part del donatiu del braç reial, tot i que sovint la seva contribució fou el resultat d'una negociació directa entre la diputació del General, el rei i els representants de l'illa, especialment en el cas dels donatius de 1365. Pel que fa a les illes de Menorca i Eivissa desconeixem la seva contribució. Com acabem d'assenyalar, aquest era el mecanisme a partir del qual es compartiren els donatius concedits a les Corts, tot i que, com hem vist també, la seva aplicació als casos concrets no doni exactament les taxes per foc que realment es recaptaren. Això només es podrà fer quan tinguem les dades dels nombres de focs que s'utilitzaren en cadascun dels compartiments. | » |

## Llista de fogatges
A continuació es llisten els censos (fogatges) fets als Països Catalans i Aragó.
1. Fogatge de 1358, Principat de Catalunya
2. Fogatge de 1360, Principat de Catalunya
3. Fogatge de 1365, Principat de Catalunya
4. Fogatge de 1378, Principat de Catalunya
5. Fogatge de 1497, Classificat per vegueries, Principat de Catalunya
6. Fogatge de 1515, Principat de Catalunya
7. Fogatge de 1553, Classificat per vegueries, Principat de Catalunya
8. Llibre del Repartiment de Mallorca. Còdex català de 1268, còpia d'un anterior llatí de 1232, que arreplega la primera llista de catalans (també aragonesos, occitans i d'altres) acabats d'arribar a Mallorca.
9. Fogatge d'Aragó de 1495, Aragó
10. Censos de Badalona, segle xviii
11. Llistat de francesos residents a la costa catalana el 1637, Cens del Principat de Catalunya el 1637